# Variu
Les varius de venes superficials, habitualment dels membres inferiors, són dilatacions permanents de les venes. Són un signe de malaltia venosa crònica, constituïda per una dilatació de les venes que pertorba la circulació unidireccional de la sang vers el cor, a causa d'una disfunció de les vàlvules que no n'asseguren l'antireflux.
Normalment, no solen comportar serioses complicacions, però poden produir dolor i picor, a més del deteriorament estètic corporal.

## Tractament
El més clàssic és la intervenció quirúrgica per extirpar les venes afectades. Com que el retorn cap al cor de la sang que circula per les cames es condueix per les venes profundes en un 90%, les venes superficials afectades per varius poden ser extirpades sense afectacions majors.
Actualment, estan arribant nous procediments quirúrgics, per exemple per làser, menys invasius, però manca un cert temps per avaluar-ne els resultats.
Tractament vascular amb làser ND-YAG Arxivat 2013-01-13 a Wayback Machine. de varius en extremitats inferiors. El làser vascular és una llum especial que ens permet tractar diferents lesions vasculars com varius, capil·lars i taques de naixement sense injeccions ni cirurgia. El làser produeix uns flaixos de llum molt intensos que aplicats sobre la zona a tractar ens permet eliminar varius a extremitats inferiors. Aquests flaixos de llum són similars a les llums llargues d'un cotxe, aplicat sobre la pell produeix un petit cop amb una goma elàstica. No cal anestèsia local ni medicació analgèsica.
Després del tractament es pot presentar un lleuger envermelliment a la zona i alguna vegada inflamació que desapareix en pocs dies. A pells molt sensibles pot aparèixer alguna butllofa, però és molt estrany.